# Gabrielle (zangeres)
Louise Gabrielle Bobb (Londen, 19 juli 1969) is een Britse zangeres die optreedt onder de naam Gabrielle.

## Biografie
Gabrielle had de geboortenaam Louise Bobb. Toen ze begon aan haar zangcarrière nam ze de artiestennaam Gabrielle aan.
Gabrielle verdiende begin jaren 90 nog de kost als secretaresse, maar 's avonds trad ze veel op in clubs en bars in Londen. Met haar soulvolle stem duurde het niet lang voordat ze ontdekt werd door producers voor een plaatopname. In 1991 maakte ze een demo van Dreams, waarbij ze Fast car van Tracy Chapman samplede. De single werd niet officieel uitgebracht, omdat Chapman haar akkoord niet had gegeven, maar illegale kopieën ervan werden veel gedraaid op Londense dance-stations en in clubs. Twee jaar later werd Dreams opnieuw opgenomen (nu zónder sample) en officieel uitgebracht. Het gevolg was een Britse nummer 1-hit en een Nederlandse top 10-notering.
Eind 1993 verscheen haar debuutalbum Find your way, dat goed werd ontvangen. Hierna nam Gabrielle een pauze; ze werd moeder, nam een sabbatical en kwam pas in 1996 terug met nieuw werk. De in dat jaar verschenen single Give me a little more time, afkomstig van haar tweede album Gabrielle, werd een bescheiden hit. Het album was lang niet zo succesvol als haar debuutplaat Find your way, maar haar status als een van de beste Britse soulzangeressen werd er wel door bevestigd.
Eind 1999 bracht ze haar derde album uit, Rise. Het titelnummer ervan werd in het voorjaar van 2000 een redelijk grote hit in verschillende landen, waaronder in Nederland. In het Verenigd Koninkrijk werd het Gabrielle's tweede nummer 1-hit. In 2001 boekte ze ook nog een succes met de single Out of reach.
Na 2001 verdween Gabrielle uit de schijnwerpers. Haar albums Play to win (2004) en Always (2007) werden slechts in het Verenigd Koninkrijk opgemerkt. 25 jaar na haar doorbraak bracht Gabrielle in 2018 het album Under my skin uit, haar eerste studioalbum in elf jaar tijd met als dragende single Show Me.
In 2021 deed ze mee aan de Britse versie van The Masked Singer; verkleed als Harlekijn kwam ze tot de vierde plaats. Op 5 mei van dat jaar verscheen het album Do It Again. Verder verscheen de zangeres in de videoclip die rapper Stormzy maakte bij zijn single Mel Made Me Do It.
In december 2022 trad Gabrielle op in de oudejaarsshow van Jools Holland; ze kondigde voor 2023 een tournee aan ter gelegenheid van dertig jaar Dreams.

### Handelsmerk
Gabrielle had op z'n minst één in het oog springend kenmerk: haar ooglapje. Dat had ze ook echt nodig, omdat ze al sinds haar geboorte een ptose aan haar rechteroog heeft. Ze had geen zin in een operatie en vond een ooglapje stoer staan. Het werd haar handelsmerk. Later in haar carrière verruilde ze haar ooglapje voor een haarlok die strategisch over haar luie oog hangt.

## Discografie

### Albums
| Album met eventuele hitnotering(en) in de Nederlandse Album Top 100 | Datum van verschijnen | Datum van binnenkomst | Hoogste positie | Aantal weken | Opmerkingen |
| ------------------------------------------------------------------- | --------------------- | --------------------- | --------------- | ------------ | ----------- |
| Find your way                                                       | 1993                  | 27-11-1993            | 87              | 3            |             |
| Gabrielle                                                           | 1996                  | 20-07-1996            | 80              | 6            |             |
| Rise                                                                | 1999                  | 08-04-2000            | 23              | 31           |             |
| Dreams can come true - Greatest hits vol. 1                         | 2001                  | 01-12-2001            | 15              | 22           |             |
| Play to win                                                         | 2004                  | -                     |                 |              |             |
| Always                                                              | 2007                  | -                     |                 |              |             |
| Under my skin                                                       | 2018                  | -                     |                 |              |             |

### Singles
| Single met eventuele hitnotering(en) in de Nederlandse Top 40 | Datum van verschijnen | Datum van binnenkomst | Hoogste positie | Aantal weken | Opmerkingen                               |
| ------------------------------------------------------------- | --------------------- | --------------------- | --------------- | ------------ | ----------------------------------------- |
| Dreams                                                        | 1993                  | 17-07-1993            | 6               | 12           | Nr. 7 in de Single Top 100                |
| Going nowhere                                                 | 1993                  | 30-10-1993            | 32              | 3            | Nr. 38 in de Single Top 100               |
| Give me a little more time                                    | 1996                  | 08-06-1996            | tip3            | -            | Nr. 36 in de Single Top 100               |
| If you ever                                                   | 1996                  | 07-12-1996            | 38              | 2            | met East 17 / Nr. 38 in de Single Top 100 |
| Walk on by                                                    | 1997                  | -                     |                 |              | Nr. 96 in de Single Top 100               |
| Rise                                                          | 2000                  | 01-04-2000            | 13              | 11           | Nr. 14 in de Single Top 100               |
| When a woman                                                  | 2000                  | 29-07-2000            | tip8            | -            | Nr. 59 in de Single Top 100               |
| Sunshine                                                      | 2000                  | -                     |                 |              | Nr. 98 in de Single Top 100               |
| Out of reach                                                  | 2001                  | 14-07-2001            | 10              | 15           | Nr. 12 in de Single Top 100               |
| Don't need the sun to shine (to make me smile)                | 2001                  | 10-11-2001            | tip7            | -            | Nr. 77 in de Single Top 100               |

| Single met hitnotering(en) in de Vlaamse Ultratop 50 | Datum van verschijnen | Datum van binnenkomst | Hoogste positie | Aantal weken | Opmerkingen |
| ---------------------------------------------------- | --------------------- | --------------------- | --------------- | ------------ | ----------- |
| Dreams                                               | 1993                  | 24-07-1993            | 6               | 13           |             |
| Going nowhere                                        | 1993                  | 30-10-1993            | 37              | 2            |             |
| If you ever                                          | 1996                  | 09-11-1996            | tip11           | -            | met East 17 |
| Rise                                                 | 2000                  | 18-03-2000            | 12              | 13           |             |
| When a woman                                         | 2000                  | 22-07-2000            | tip13           | -            |             |
| Out of reach                                         | 2001                  | 15-09-2001            | 28              | 7            |             |
| Show me                                              | 2018                  | 19-05-2018            | tip             | -            |             |